# Norman Rockwell: entre padre e hijo
Norman Rockwell: entre padre e hijo (título original: Breaking Home Ties) es un telefilme estadounidense de drama de 1987, dirigido por John Wilder, que a su vez lo escribió, musicalizado por Jerrold Immel, en la fotografía estuvo Héctor R. Figueroa y los protagonistas son Jason Robards, Eva Marie Saint y Doug McKeon, entre otros. Este largometraje fue producido por Telecom Entertainment Inc. y se estrenó el 26 de noviembre de 1987.

## Sinopsis
Está inspirado en una pintura de Norman Rockwell. Trata acerca de un joven que deja su hogar para ir a la facultad, donde se irá formando hasta transformarse en un hombre, en ese lapso, su familia afrontará una grave enfermedad.